# 올렉시 혼차루크

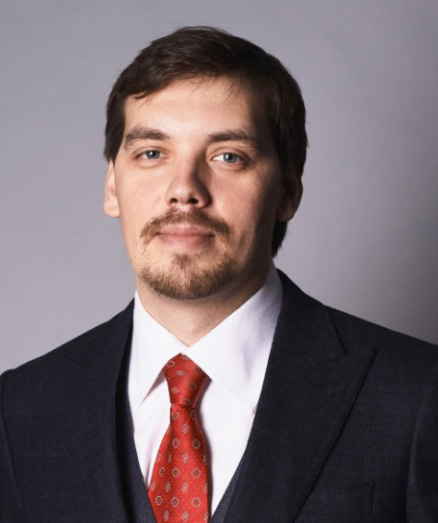
올렉시 혼차루크

올렉시 발레리요비치 혼차루크(우크라이나어: Олексі́й Вале́рійович Гончару́к, 1984년 7월 7일~)는 우크라이나의 변호사이자 정치인으로, 2019년 8월 29일부터 2020년 3월 4일까지 총리를 지냈다. 총리 임명 이전에는 젤렌스키가 이끄는 우크라이나 대통령실의 부실장과 변호사, 젤렌스키가 이끄는 정당인 인민의 종의 당원을 지냈다. 총리 임명 당시에 만 35세였던 혼차루크는 우크라이나 역사상 최연소 총리였다.

## 생애

### 생애 초기와 경력

#### 가족
혼차루크는 1984년에 빈니차주에 위치한 즈메린카에서 태어났다. (일부 비공식 소식통은 혼차루크가 학교를 마친 체르니히우주의 호로드냐에서 태어났다고 주장한다.) 혼차루크의 아버지는 발레리는 이라크에서 복무한 군인이었는데, 2003년에 사고로 사망했다. 혼차루크가 기자들에게 말했듯이, 이 사고는 그가 총리로 재직했을 때 응급 의료 개혁을 시작한 이유 가운데 하나였다. 이 개혁을 목표로 2020년 국가 예산에 250,000 달러에 이르는 예산이 책정되었으며, 우크라이나 정부는 이 자금으로 우크라이나 전역에 응급실 200개를 마련할 계획이었다.
혼차루크의 어머니 테티아나 혼차루크는 의사이며, 혼차루크가 16살 때 이탈리아로 이민을 가서 지금까지 그곳에서 살고 있다. 코로나19 유행 동안 테티아나는 이탈리아 밀라노 근처에 있는 병원에서 복무했다. 올렉시 혼차루크에게는 남동생도 있다.

#### 교육
혼차루크는 2001년부터 2006년까지 키이우 지역간 인사 관리 아카데미의 학생이었다. 2006년에는 우크라이나 대통령 산하 국립행정아카데미에서 행정학 석사 학위를 취득했다. 키이우 아스펜 연구소와 키이우-모힐라 비즈니스 스쿨을 졸업하였다.

#### 경력
혼차루크느 2005년부터 변호사로 일했으며, 다양한 회사의 법무 부서장으로 근무하였다. 혼차루크는 10년이 넘는 기간 동안 법률 분야에서 일하면서 여러 경력을 쌓았다.

#### 정치
혼차루크는 2014년 우크라이나 총선에서 인민의 종 소속으로 출마했지만 낙선하였다. 선거 후에는 생태부 장관 이호르 셰브첸코와 제1부총리 스테판 쿠비우의 고문이 되었다. 2015년, 우크라이나 경제 개발 및 무역 장관 아이바라스 아브로마비치우스는 캐나다, 유럽 연합의 재정 지원으로 국가와 기업 간 관계에서 국가 규제 체계의 단순화를 다루는 BRDO 사무실을 열었다. 혼차루크는 지도력을 발휘했고, BRDO는 혼차루크 주도로 대부분 기업 규제 완화에 관여했다.
혼차루크 주도로 BRDO는 약 1,000건에 이르는 불법이자 무관한 행위를 근절하고, 50건 이상 비즈니스에 유리한 결정을 내리는데 성공했다. 위험 중심  접근 방식으로 전환을 포함한 규제 기관 개혁이 시작되었다.
그 외에도 창업을 위한 단계별 지침 포털, 자금 사용 모니터링을 위한 점검 포털 및 기타 여러 이니셔티브를 포함해 많은 진보적인 온라인 상품이 개발되었다.
2018년 말, 혼차루크는 정당이 될 예정이었던 우익 자유주의 비정부기구 인민이 중요하다를 공동 창설했으나, 당은 2019년 7월 우크라이나 총선에 참여할 만큼 충분히 준비되지 못했다.

#### 대통령 행정부에 합류
2019년 5월, 혼차루크는 볼로디미르 젤렌스키가 이끄는 우크라이나 대통령실의 부실장에 임명되었다. 2019년 6월부터는 국가개혁위원회 의원, 우크라이나 국가투자위원회 위원, 반부패 정책에 관한 국가위원회 위원을 지냈다. 혼차루크는 대통령실에서 근무하는 동안 비즈니스 조건 단순화, 투자 환경 개선, 토지 시장 개방 및 기타 여러 가지를 목표로 하는 개혁 시행을 책임졌다.
위에서 언급한 개혁 가운데 가장 중요한 개혁은 불법 인수 및 밀수 방지에 관한 법령, 기반 시설에 대한 새로운 접근 방식 도입이었다. 특히, 도로의 건설 및 보수는 물론 우크라이나 전역의 인터넷 접속 개선. 공증인 서비스에 대한 최저 지불액도 폐지되어 업무를 단순화하고 공증인이 부동산 가치의 1% 미만을 지불할 수 있게 되었다. 또한 이 시기에 서명이 이루어진 중요한 법령 가운데 하나는 계산원 규율 위반에 대한 5배 벌금을 폐지한 일이다.
혼차루크 주도로 대통령령의 전면 개정이 이루어져 기업의 활동을 방해하고 높은 관료주의 장벽을 만든 쓸모없는 법령 160개가 폐지되었다.

### 우크라이나 총리
2019년 8월 29일, 우크라이나 최고 라다는 혼차루크를 우크라이나 총리로 임명하였다.
2020년 3월 4일, 슈미할 정부가 혼차루크 정부를 대체하였다.